# 赤い鳥逃げた
「赤い鳥逃げた」（あかいとりにげた）は、日本の歌手である中森明菜の楽曲。12インチシングルとして、1985年5月1日にワーナー・パイオニアのリプリーズ・レコードレーベルから発売された (12inch: L-3601)。

## 背景
中森のデビュー4年目の1985年5月1日に、12インチシングル (L-3601) で発売された。ディスクジャケットとレーベルデザインがそれぞれ異なる2種類がリリースされた。
ミニ・アルバム『MY BEST THANKS』発売日の1985年12月21日に、セカンドスリーブジャケット仕様としてジャケット写真とピクチャーレーベルを変更して再販売したが、ジャケット印字の発売日は1985年5月1日で変更していない。
本楽曲は、康珍化が作詞して松岡直也が作曲と編曲を手掛けた「ミ・アモーレ〔Meu amor é･･･〕」の異名同曲異歌詞曲で、「ミ・アモーレ〔Meu amor é･･･〕」と異なる歌詞とタイトル名を康が手掛け、松岡がラテン・ロング・ヴァージョンにアレンジし、島田雄三がプロデュースした。松岡のメロディに対して最初に完成した歌詞は、内省的でシングル曲としては印象度が不足していた。新たに作詞して「ミ・アモーレ〔Meu amor é･･･〕」を製作した。当時流行した12インチシングルでリミックスをリリースを企画し、当初の歌詞で本楽曲を製作した。本作品と同時にミュージック・ビデオ『はじめまして 中森明菜』を発売した。
B面「BABYLON」は、1985年4月3日発売のスタジオ・アルバム『BITTER AND SWEET』収録の「BABYLON」を、リミックス・ロング・ヴァージョンに編曲したシングルカットである。スタジオ・アルバム『BITTER AND SWEET』収録の「BABYLON」は、SANDIIが作詞、久保田真箏が作曲、井上鑑が編曲した。本作品B面収録のリミックス・ロング・ヴァージョンは、井上と久保田が編曲した。

## チャート成績
オリコン週間シングルチャートで1985年5月6日付で初登場12位、1985年5月13日付で最高順位1位であった。同チャートの100位以内に計14週掲載された。1985年度のオリコン年間シングルチャート20位であった。TBS系音楽番組『ザ・ベストテン』で、1985年6月6日に初登場、1985年6月13日と1985年6月20日の2週連続で最高順位6位、通算4週トップテン入りした。

## ライブ・パフォーマンス
TBS系の音楽番組『ザ・ベストテン』にランクインされたが番組で披露せず、本楽曲と「ミ・アモーレ〔Meu amor é･･･〕」が同時ランクインした際は「ミ・アモーレ〔Meu amor é･･･〕」を歌唱した。1985年6月6日の同番組で、本楽曲はレコードで提供することを企図した楽曲であるとして、テレビ番組で披露の予定はないと説明された。NHK『レッツゴーヤング』で、「ミ・アモーレ〔Meu amor é･･･〕」を含むメドレーの中で歌唱したことがある。1985年7月6日から開催された全国コンサート・ツアーBITTER & SWEETで、アンコール曲として披露された。1986年のLIGHT & SHADEツアーで披露した。

## 収録曲
| #         | タイトル                                                              | 作詞      | 作曲       | 編曲               | 時間  |
| --------- | --------------------------------------------------------------------- | --------- | ---------- | ------------------ | ----- |
| A.        | 「赤い鳥逃げた」(「ミ・アモーレ」別歌詞&ラテン・ロング・ヴァージョン) | 康珍化    | 松岡直也   | 松岡直也           | 5:07  |
| B.        | 「BABYLON」(リミックス・ロング・ヴァージョン)                         | SANDII    | 久保田真箏 | 井上鑑・久保田真箏 | 6:32  |
| 合計時間: | 合計時間:                                                             | 合計時間: | 合計時間:  | 合計時間:          | 11:39 |

### 規格
- 1988年6月25日 - 8cmCD: 10SL-141[19]
- 2008年11月12日 - デジタル・ダウンロード[20][21]
- 2014年6月18日 - 12cmCD, Singles Box 1982-1991の一枚として

## クレジット
「赤い鳥逃げた」のライナー・ノーツより
| - プロデューサー: 島田雄三 - ディレクター: 藤倉克己 - アディショナル・プロダクション & ミックス: 久保田真箏 (BABYLON) - エンジニア: 石崎信郎 - ミキシング エンジニア: 飯泉俊之 (BABYLON) - ラッパー: DALLAS RODGERS <IZABA> (BABYLON) - アシスタント・エンジニア: HIROYUKI SATOH - アート・ディレクション: 持田恭男 | - フォトグラファー: 小暮徹 - タイトル・レタリング: YOHKO SHINDOH - スタイリスト: 東野邦子 - ヘアメイク: 矢の澄生 - プロモーション・スタッフ: 畠山政行、田中良明 - クリエイティヴ・サービス: 太田晶子 - マネジメント: 研音（茅根浩康、名幸房則、柳沢秀昭） |

## 収録作品
赤い鳥逃げた
- 『BEST III』[22][4]

## 参照
1. ↑  “【歌姫伝説　中森明菜の軌跡と奇跡】『ミ・アモーレ』の生まれ変わり　代表曲にまったく異なる歌詞を載せ発売した『赤い鳥逃げた』のサプライズ（3/3ページ）”. zakzak (夕刊フジ). (2021年10月26日) 2023年9月18日閲覧。
2. ↑  “中森明菜 = Akina Nakamori – Akaitori Nigeta / Babylon (1985, Vinyl)”. Discogs. 2024年8月1日閲覧。
3. ↑  “iTunes - ミュージック - 中森明菜「赤い鳥逃げた （「ミ・アモーレ」別歌詩&ラテン・ロングヴァージョン）（オリジナル・シングル・ジャケット）」”.  Apple. 2012年8月18日閲覧。
4. 1 2 3 4 5 6 7 8 9 10  『赤い鳥逃げた』（12inch）中森明菜、ワーナー・パイオニア、1985年5月1日。L-3601。
5. 1 2  クラブハウス『オリコン No.1 HITS 500 1968〜1985 (上) オリコンチャート1位ヒットソング集』クラブハウス、1998年11月1日。ISBN 490649613X。
6. ↑  『別冊ザテレビジョン ザ・ベストテン 〜蘇る!80'sポップスHITヒストリー〜』角川インタラクティブ・メディア、2004年12月。ISBN 4048944533。
7. 1 2  馬飼野元宏『Hotwax presents 歌謡曲 名曲名盤ガイド 1980's』シンコーミュージック・エンタテイメント、2006年7月20日、221頁。ISBN 440175106X。
8. 1 2 3 4 5 6  堤昌司『コンプリート・シングル・コレクションズ〜ファースト・テン・イヤーズ＜ライノ・プレミアム・エディション＞』（4×12cmCD）中森明菜、ワーナーミュージック・ジャパン、2009年6月10日、16頁。WPCL-10681/84。
9. 1 2 3 4  クラブハウス『オリコン No.1 HITS 500 1968〜1985 (上) オリコンチャート1位ヒットソング集』クラブハウス、1998年11月1日、215、271頁頁。ISBN 4906496121。
10. ↑  中森明菜『はじめまして 中森明菜』（VHS）ワーナー・パイオニア、1985年5月1日。10PV-38。
11. ↑  『AKINA』（4×12cmCD）中森明菜、ワーナーミュージック・ジャパン、1993年11月10日。WPCL-770〜3。
12. 1 2  『BITTER AND SWEET』（LP）中森明菜、ワーナー・パイオニア、1985年4月3日。L-12593。
13. 1 2  『別冊ザテレビジョン ザ・ベストテン 〜蘇る!80'sポップスHITヒストリー〜』角川インタラクティブ・メディア、2004年12月、132-133頁。ISBN 4048944533。
14. 1 2 3  中森明菜『ザ・ベストテン 中森明菜 プレミアムBOX』（5DVD｛DISC3｝）ユニバーサルミュージック合同会社、2012年3月28日。POBD-22043/7。
15. ↑  https://www.universal-music.co.jp/nakamori-akina/products/pobd-20066/
16. ↑  『中森明菜写真集 VINGTANS -20 Years Old-』ケン企画、1985年12月24日。
17. ↑  『BITTER & SWEET 1985 SUMMER TOUR』（VHS）中森明菜、ワーナー・パイオニア、1985年12月10日。10PV-40。
18. ↑  (1986年) 中森明菜『LIGHT & SHADE』のツアー・パンフレット. ケン企画
19. ↑  “赤い鳥逃げた - 中森明菜 - Yahoo!ミュージック”.  Yahoo! JAPAN. 2012年8月17日時点のオリジナルよりアーカイブ。2012年8月18日閲覧。
20. ↑  “赤い鳥逃げた（「ミ・アモーレ」別歌詩&ラテン・ロングヴァージョン）｜中森明菜｜試聴・ダウンロード ListenJapan 【 リッスンジャパン 】”.   ListenJapan. 2011年7月21日時点のオリジナルよりアーカイブ。2012年8月18日閲覧。
21. ↑  “mora[モーラ] : 中森明菜「赤い鳥逃げた（「ミ・アモーレ」別歌詩&ラテン・ロングヴァージョン）」を試聴・ダウンロード”.  レーベルゲート. 2012年8月18日閲覧。
22. ↑  『BEST III』（12cmCD）中森明菜、ワーナーミュージック・ジャパン、1992年11月10日。WPCL-711。